# 1137
1137 (MCXXXVII) je bilo navadno leto, ki se je po julijanskem koledarju začelo na petek.

## Dogodki

### Evropa
- 9. april - Umrlega akvitanskega vojvodo Vilijema X. nasledi hči Eleanora, ena najvplivnejših in najbogatejših žensk tega obdobja. Vilijem X. na smrtni postelji preda 15 letno Eleanoro v zakon francoskemu kronskemu princu Ludviku VII.
- 1. avgust - Umrlega francoskega kralja Ludvika VI. Debelega nasledi njegov drugi sin Ludvik VII.
  - Četrti sin Robert dobi v fevd grofijo Dreux na meji z Normandijo.
- 18. september - Umorjenega danskega kralja Erika II. Emuneja nasledi nečak Erik III. Jagnje.
- Rimsko-nemški cesar Lotar III. zavzame italijansko Apulijo.
- september - Rimsko-nemški cesar Lotar III. povzdigne normanskega plemiča Rainufa II. Alifejskega v apulijskega vojvodo. Prav tako je Robertu II. vrnjena Kapua, od koder je pregnan Rogerjev tretji sin Alfonz.
- 30. oktober - Bitka pri Rignanu: zmaga novega apulijskega vojvode Rainulfa II. Alifejskega (cesarskega zaveznika) nad vojsko siciljskega kralja Rogerja II. in neapeljskega vojvode Sergej VII.
  - V bitki je tudi ubit neapeljski vojvoda Sergej VII.. Ker se neapeljsko plemstvo ne sporazume o nasledniku, spore izkoristi sicer v bitki poraženi Roger II. Sicilski in si Neapelj priključi svoji kraljevini. Roger II. za neapeljskega vojvodo nastavi svojega tretjega sina Alfonza.
- Manjša almoravidska flota izkoristi polno "zaposlenost" sicilskega kralja Rogerja II. s cesarsko vojsko in pleni po obali južne Italije.
- Lotar III. podeli bavarskemu vojvodi Henriku Ponosnemu naziv toskanskega markiza.

- 13. november - Aragonski kralj Ramiro II. abdicira v korist komaj leto dni stare hčerke Petronile in jo preda v varstvo ter prihodnji zakon barcelonskemu grofu in bodočemu sporogu Rajmondu Berengarju IV.. Razlog za abdikacijo je nesposobnost voditi kraljevino skozi vojno stanje, zato se umakne v samostan.
- 3. december - Rimsko-nemški cesar Lotar III. umre med prečkanjem Alp, ko se vrača iz neuspešnega pohoda po Italiji. Kot nemškega kralja Lotarja nasledi njegov rival Konrad III. Hohenstaufen (tudi bivši italijanski kralj), ki pa ima že od začetka težave s privrženci umrlega cesarja.↓
- → Začetek gvelfov in gibelinov: bavarski vojvoda Henrik Ponosni (iz hiše Welf), ki je bil hkrati najožji zaupnik umrlega cesarja, hoče novemu kralju Konradu III. (iz hiše Hohenstaufen)  predati cesarske in kraljevske insignije pod pogojem, da dobi Vojvodino Saško. Konrad zavrne trgovino z insignijami. 1138 ↔
- 25. december - Kronanje Ludvika VII. in Eleanore Akvitanske za kralja in kraljico Francije.
- Angleški kralj Štefan Bloiški poskuša zatreti upor v Walesu, a nima uspehov.

### Bližnji vzhod in Afrika
- junij - Mosulski atabeg Zengi oblega Homs, ki je pod vladavino buridske dinastije iz Damaska. Ta se proti Zengiju poveže s Kraljevino Jeruzalem.
- junij, julij - Bizantinski cesar Ivan II. Komnen vrne cesarstvu Kilikijo, Edeso in Antiohijo.
- 10.-20. avgust - Zengi oblega križarsko utrdbo Baarin in porazi jeruzalemskega kralja Fulka Anžujskega. Ker se mu mudi proti Alepu, ki se mu s severa bliža bizantinska vojska Ivana II. Komnena, Fulka in preživele brez odkupnine izpusti ter sklene z Damaskom mir. 1138 ↔
- V eni od bitk med grofijo Tripoli in Damaskom je ujet tripolitanski grof Pons, ki ga buridski emir Shihab ad-Din Mahmud še istega leta ukaže usmrtiti. Grofijo nasledi Ponsov sin Rajmond II. Tripolitanski.
- Almohadi in Genovčani sklenejo trgovski sporazum.
- Etiopija: začetek dinastije Zagaj.

## Rojstva
- 11. oktober - Vilijem Bloiški, grof Boulogne in angleški grof Surreya († 1159)
- Ferdinand II. Leonski, kralj Leona in Galicije († 1188)
- Ludvik II., württemberški grof († 1181)
- Saladin, sultan Egipta in Sirije († 1193)
- Štefan iz Percheja, sicilski kancler in nadškof Palerma († 1169)
- Venčeslav II., češki vojvoda († 1192)

## Smrti
- 8. marec - Adela Normandijska, grofinja Bloisa, mati angleškega kralja Štefana (* 1067)
- 9. april - Vilijem X., akvitanski vojvoda (* 1099)
- 23. junij - Adalbert iz Mainza, nemški nadškof in vojskovodja
- 1. avgust - Ludvik VI., francoski kralj (* 1081)
- 18. september - Erik II., danski kralj (* 1090)
- 30. oktober - Sergej VII., neapeljski vojvoda
- 3. december - Lotar III. Nemški, saksonski vojvoda, rimsko-nemški cesar (* 1075)
- protipapež Gregor VIII.
- Gruffudd ap Cynan, valižanski kralj Gwynedda (* 1055)
- Nikefor Brijenij, bizantinski general, državnik in zgodovinar (* 1062)
- Pons Tripolitanski, grof  (* 1098)
- Ramanudža, hindujski guru in filozof (* 1117)